# جيري جوزيف
جيري جوزيف (بالإنجليزية: Jerry Joseph)‏ هو مغن مؤلف أمريكي، ولد في 23 أبريل 1961 في أركاتا في الولايات المتحدة.

## وصلات خارجية
- جيري جوزيف على موقع ميوزك برينز (الإنجليزية)
- جيري جوزيف على موقع ديسكوغز (الإنجليزية)